# Estación de Espita
Espita fue una estación de trenes que se encuentra en Espita, Yucatán.

## Historia
La estación se edificó sobre el ramal Dzitás-Tizimín perteneciente al antiguo Ferrocarril de Mérida-Valladolid. En 1910, el ferrocarril debía terminar los kilómetros faltantes del ramal, teniendo como fecha límite para concluirlo en 10 de abril de 1911.
En 1905 se construyó el ramal del ferrocarril a Espita, luego, el 3 de noviembre de 1907 llegó por primera vez el ferrocarril a la población. El ferrocarril facilitó la comunicación entre Espita y Mérida y permitió la exportación del maíz espiteño hacia el interior del país.